# Киноплёнка (организованная преступная группировка)
«Киноплёнка» — организованная преступная группировка, возникшая в конце 1970-х — начале 1980-х годов в Казани на территории улиц Восстания, Кулахметова, Окольной и Бакалейной.
Основателями являются рецидивисты по прозвищам «Шакир», «Ахмет» и «Трактор». В 1987 году большая часть «старейшин» ОПГ была арестована за участие в массовых боях в Верхнем Услоне. Основной деятельностью ОПГ было требование «денег за защиту» от бизнесменов, тайно производящих наркотики и аудиокассеты.
В начале 1990-х годов она раскололась на две группы: группа Эльфата Сунгатуллина («Ильфатей») выступала за занятие бизнесом, а группа Ирека Мингазизова («Ташкент») — за жизнь по воровским законам. В войне между «Жилкой» и «Севастопольскими» ОПГ «ильфатеевские» выбирают сторону «Севастопольских», а «ташкентские» — сторону «Жилки».
В 1990—2000 годах под контролем ОПГ находились Московский рынок, производственное объединение «Тасма», часть автомобильного завода, группа предприятий в городе и другие организации.
В конце 2000-х — начале 2010-х значительная часть членов ОПГ была арестована и приговорена к различным срокам, а сама ОПГ прекратила своё существование. В 2023 году бывшего главаря «Киноплёнки» арестовали.